# Paedocypris
Paedocypris — рід мініатюрних педоморфних прісноводних риб ряду коропоподібних (Cypriniformes), єдиний в родині Paedocyprididae.
Назва походить від грецьких слів παιδείος (діти) та κύπρις (суфікс, що вказує про належність до для коропових риб).
Рід був описаний 2006 року. Станом на 2023 рік включав 3 види, поширені на островах Суматра та Калімантан:
- Paedocypris carbunculus  Britz & Kottelat, 2008; Індонезія (Центральний Калімантан);
- Paedocypris micromegethes  Kottelat, Britz, Tan & Witte, 2006; Малайзія (Саравак);
- Paedocypris progenetica  Kottelat, Britz, Tan & Witte, 2006; Індонезія (Суматра).

Походять із чорноводних торф'яних лісових боліт Південно-Східної Азії з дуже кислою водою. Водяться у водоймах з повільною течією, тримаються лише в затінених місцях й відсутні на відкритих добре освітлених ділянках. Мешкають у прохолодніших шарах води, ближче до дна, але не на самому дні. Педоципріси харчуються переважно планктонними організмами: коловертками та гіллястовусими. Спосіб розмноження цих риб невідомий.
Представники роду належать до числа найбільш незвичних риб. По-перше, це одні з найменших риб і хребетних тварин взагалі. Максимальна стандартна (без хвостового плавця) довжина цих крихітних створінь становить 10-12 мм, а дорослі самці Paedocypris progenetica сягають лише 7,9 мм. По-друге, педоциприси — це організми із сильно скороченим розвитком. Дорослі риби зберігають багато ознак, притаманних іншим коропоподібним на личинковій стадії розвитку. Багато кісток, що формуються в коропоподібних останніми, в педоциприсів відсутні, інші — менші за розміром або спрощені. Крім того, ці риби мають ряд ознак, які не постраждали ні від мініатюризації, ні від скорочення розвитку. Серед них модифікації веберівського апарату та зябрових дуг, складний черевний пояс із сильно модифікованими черевними плавцями. Характерно, що більшість інновацій у педоциприсів виявляють лише самці.
Був також виявлений дуже низький вміст ДНК у клітинній тканині цих риб (0,36 пг). Представники роду Paedocypris мають лише 30–34 хромосоми в диплоїдних клітинах, тоді як у більшості коропоподібних їх не менше 48.
Луски в педоциприсів відсутні, забарвлення напівпрозоре.
Рід Paedocypris є монофілетичною групою. Проте існують суперечки щодо місця роду на філогенетичному дереві коропоподібних. На підставі морфологічних даних, зокрема аналізу скелету, була висунута гіпотеза про близьку спорідненість Paedocypris з двома іншими родами мініатюрних коропоподібних Danionella і Sundadanio; відповідно, рід був зарахований до складу підродини Danioninae. Проте, як педоморфні організми, представники роду через скорочений розвиток не мають великої кількості морфологічних ознак, які вважаються діагностичними для коропоподібних риб. Це є проблемою при встановленні їхньої філогенетичної позиції, до цього додається відсутність методології аналізу заплутаних комбінацій їхніх ознак.
З іншого боку, молекулярний аналіз також не дає чіткої позиції роду Paedocypris на філогенетичному дереві коропоподібних. Деякі дані вказують на належність роду до родини коропових (Cyprinidae), інші пов'язують їх з окремими родами чукучанових (підряд Catostomoidei) або гирінохейлових (підряд Gyrinocheiloidei), але більшість аналізів відновлює Paedocypris як сестринську групу до решти представників підряду Cyprinoidei (включаючи Psilorhynchidae). Mayden & Chen (2010) навіть стверджували, що рід взагалі займає базальну позицію на філогенетичному дереві коропоподібних, сестринську до решти представників ряду.
Структурно складні торф'яні болотні ліси Південно-Східній Азії, що є середовищем існування педоциприсів, швидко зникають через вирубку лісів та перетворення боліт на землі сільськогосподарського використання, а також стрімкі темпи урбанізації в регіоні. Це ставить під загрозу існування цих незвичайних риб та суттєво зменшує можливості для їхніх подальших досліджень.